# ميخائيل كرايغ (محامي)
ميخائيل كرايغ (بالإنجليزية: Michael Craig)‏ هو قاضي ومحامي أمريكي، ولد في 1 نوفمبر 1968.